# 沃洛瓦 (巴爾塔區)
48°5′44″N 29°36′52″E / 48.09556°N 29.61444°E
沃洛瓦（烏克蘭語：Волова）是位於烏克蘭西南部的村莊，由敖德萨州波季利斯克区的巴爾塔市鎮負責管轄。該村始建於1724年，面積2.55平方公里，海拔高度138米，2001年該村落人口434。